# Teatro ellenistico-romano di Nuceria
Il teatro ellenistico-romano di Nuceria venne edificato nel II secolo a.C. Fu individuato e portato alla luce tra la fine degli anni settanta ed i primi anni ottanta nella zona tra Pareti e Pucciano.

## Storia

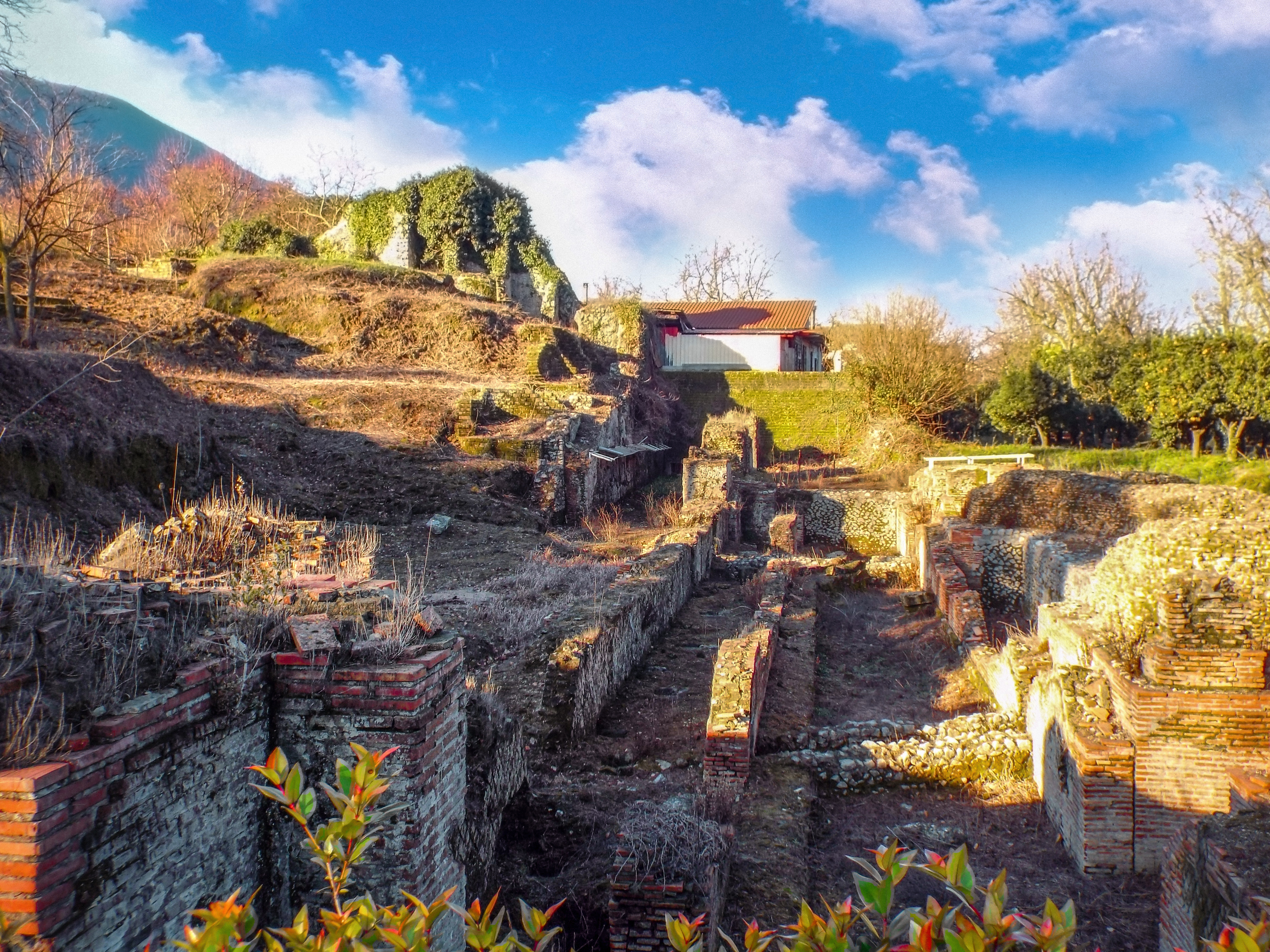
Resti del Teatro (2020)

Costruito addossato alle mura cittadine, fu ubicato lungo l'asse della strada nord-sud, tra Pareti e Pucciano, il teatro era posto frontalmente rispetto alla porta di cui la toponomastica ha conservato il nome di Porta Romana.
Il teatro era appoggiato ad declivio del terreno e vi erano due ampi passaggi scoperti, detti pàrodoi, per l'accesso all'orchestra. Ne erano parte integrante di un ginnasio e la palestra. Sono ancora evidenti i resti della parte più antica, risalente all'epoca sannita, realizzata con grandi blocchi rettangolari. Tale risoluzione tecnica trova riscontri coevi anche nelle fasi più recenti delle fortificazioni.
Il teatro venne quindi restaurato in età augustea, che lo trasformò in forme romane, utilizzando l'opera laterizia per le strutture portanti e l'opera incerta per i tramezzi. Fu restaurato dopo i danni subiti nel terremoto del 62 e per l'eruzione del Vesuvio del 79. In abbandono dal IV secolo, fu utilizzato come cava di pietre e quindi progressivamente interrato nel corso del medioevo. Le concavità delle mura costruite per l'ampliamento furono considerate delle carceri dove i prigionieri venivano calati dall'alto. Per questo motivo questa parte fu chiamata volgarmente le carceri.
Il teatro di Nuceria è per dimensioni uno dei maggiori della Campania (diametro di 96 m nella fase romana). La scena era costituita da una parete con tre nicchie in opera laterizia (semicircolare quella centrale e rettangolari le due laterali). Anche il pulpitum, il basso muro frontale che sorreggeva il palcoscenico in tavole di legno davanti alla scena, era decorato con nicchie alternativamente semicircolari e rettangolari.
L'orchestra conserva i resti di una ricca pavimentazione in marmi policromi. Intorno all'orchestra scorreva l'euripus, canale per il deflusso delle acque. Si conservano ancora i gradini dell'ima cavea e della media cavea, dai quali sono stati in gran parte asportati i blocchi di rivestimento in tufo. Nella parodos occidentale si conservano affreschi in terzo stile pompeiano.
Da una sepoltura della necropoli del VI secolo a.C. adiacente al teatro, proviene l'oinochoe in bucchero con l'iscrizione "Bruties Esum" in alfabeto nucerino.